# Reza Safaji
Reza Safaji (pers. رضا صفايي; ur. 10 października 1975) – irański zapaśnik w stylu wolnym. Brązowy medal na igrzyskach azjatyckich w 1994. Czwarty w Pucharze Świata w 1994 i na igrzyskach wojskowych w 1995.